# Rimska mornarica
Rimska mornarica (lat. Classis, dosl. "flota") se sastojala od pomorskih snaga rimske države. Iako je mornarica bila najvažniji čimbenik rimskog osvajanja Sredozemlja, nikada nije uživala prestiž lrimskih legija. Rimljani su kroz svoju povijest ostali uglavnom za kopno vezan narod, te su se više oslanjali na svoje pomorski orijentirane podanike, kao što su Grci i Egipćani, kako bi gradili, održavali i upravljali svojim ratnim brodovima. Zbog toga mornarica nije nikada bila u potpunosti prihvaćena od rimske države, i uvijek se, u većoj ili manjoj mjeri, smatrala"ne-rimskom". U Starom vijeku mornarice - bilo ratne, bilo trgovačke - nisu uživale logističku autonomiju karakterističnu za suvremene brodove i flote. Zbog toga rimska mornarica nikada nije funkcionirala samostalno poput suvremenih vidova oružanih snaga, nego se smatrala tek svojevrsnim produžetkom i pomoćnom službom rimske vojske.
Osnovana je godine 311. pr. Kr. i ispočetka je bila beznačajna. Međutim, pedeset godina kasnije, kada se Rim našao u sukobu s pomorskom velesilom Kartagom, brzo je sagradio veliku flotu. U doba prvog punskog rata rimska mornarica je naglo narasla i igrala ključnu ulogu u pobjedi u prvom punskom ratu. U prvoj polovici 2. stoljeća pr. Kr. Rim je uništio Kartagu i pokorio helenizam|helenistička kraljevstva Istočnog Sredozemlja, ostvarivši tako potpunu prevlast nad Sredozemnim morem koje su Rimljani otada zvali Mare Nostrum. Rimska mornarica je ponovno igrala važnu ulogu u 1. stoljeću pr. Kr. kada su se vodili ratovi protiv pirata, te u građanskim ratovima koji su uništili Republiku. Godine 31. pr. Kr. je velika pomorska bitka kod Akcija okončala Završni rat Rimske Republike|građanske ratove, dovevši na vlast Augusta i stvorivši Rimsko Carstvo.
U carskom razdoblju je Sredozemlje postalo mirno "rimsko jezero"; u nedostatku pomorskog neprijatelja, mornarica je svoju aktivnost i resurse prilagodila isključivo patroliranju i transportu vojnih snaga. Na rubovima Carstva se, međutim, mornarica povremeno koristila u borbenim akcijama. Kriza Carstva u 3. stoljeću je dodatno oslabila mornaricu, učinivši je tek sjenom nekadašnje velike sile. Kada su barbari za vrijeme Velike seobe naroda provalili kroz kopnene granice Carstva, mornarica im se nije mogla suprotstaviti niti ih spriječiti da stvore vlastite države na obalama zapadnog Sredozemlja. Jedno od njih, Vandalsko Kraljevstvo je čak uspjelo stvoriti vlastitu mornaricu i s njom napasti i opljačkati Rim. Kada je Zapadno Carstvo palo godine 476. godine, grčko-rimska pomorska tradicija je nastavila živjeti u bizantskoj mornarici.

## Vanjske poveznice
- (tal.) The Imperial fleet of Misenum
- The Classis Britannica  Arhivirana inačica izvorne stranice od 26. veljače 2011. (Wayback Machine)
- The Roman Fleet, Roman-Empire.net
- The Roman Navy: Masters of the Mediterranean, HistoryNet.com
- Galleria Navale on Navigare Necesse Est
- Port of Claudius  Arhivirana inačica izvorne stranice od 5. veljače 2007. (Wayback Machine), the museum of Roman merchant ships found in Fiumicino (Rome)
- Diana Nemorensis  Arhivirana inačica izvorne stranice od 16. listopada 2007. (Wayback Machine), Caligula's ships in the lake of Nemi.
- Römisch-Germanisches Zentralmuseum Mainz: The Fleets and Roman Border Policy  Arhivirana inačica izvorne stranice od 22. listopada 2011. (Wayback Machine)